# William Msiska
William Msiska (ur. 10 października 1947) – malawijski sprinter, olimpijczyk.
Wystąpił na Letnich Igrzyskach Olimpijskich 1972 w eliminacjach biegu na 400 m. Z wynikiem 48,81 s zajął ostatnie miejsce w swoim biegu eliminacyjnym. Wśród wszystkich 64 zawodników uzyskał 54. czas.
Rekord życiowy w biegu na 400 metrów: 48,81 (1972).